# The Freewheelin' Bob Dylan
The Freewheelin' Bob Dylan är Bob Dylans andra studioalbum, utgivet i maj 1963. Albumet brukar ofta räknas som ett av hans allra bästa. Det är också ett av hans mer politiska album, med samhällskritiska låtar som "Blowin' in the Wind" och "A Hard Rain's A-Gonna Fall".
Dylan är mycket kritisk mot kriget och krigsindustrin, till exempel "How many times must the cannonballs fly/before they're forever banned" ("Blowin' in the Wind") och "Masters of War" är en enda lång hatförklaring till krigsindustrin "And I hope that you die/And your death'll come soon". "A Hard Rain's a-Gonna Fall" handlar om vad som kommer efter kriget "I've stepped in the middle of seven sad forests,/I've been out in front of a dozen dead oceans,/I've been ten thousand miles in the mouth of a graveyard".
På omslaget ses Bob Dylan tillsammans med sin dåvarande flickvän Suze Rotolo gående på ett vintrigt Jones Street i Greenwich Village i New York.

## Låtlista
Låtarna skrivna av Bob Dylan, där inget annat namn anges.

### Sida 1
1. "Blowin' in the Wind" - 2:48
2. "Girl From the North Country" - 3:22
3. "Masters of War" - 4:34
4. "Down the Highway" - 3:27
5. "Bob Dylan's Blues" - 2:23
6. "A Hard Rain's a-Gonna Fall" - 6:55

### Sida 2
1. "Don't Think Twice, It's All Right" - 3:40
2. "Bob Dylan's Dream" - 5:03
3. "Oxford Town" - 1:50
4. "Talking World War III Blues" - 6:28
5. "Corrina, Corrina"  (Trad.) - 2:44
6. "Honey, Just Allow Me One More Chance" (Bob Dylan/Henry Thomas) - 2:01
7. "I Shall Be Free" - 4:49